# ピアソンVUE
ピアソンVUE（Pearson VUE）は、イギリスのメディア企業ピアソンによって所有されているコンピューターを使用したテスト（Computer Based Testing、CBT / Internet-Based Testing、IBT）と高度なアセスメントを提供するサービス会社である。
イギリスの運転免許や各種職業試験のほか、アメリカでも医療従事者免許試験や大学院試験（GMAT）、ミリタリー向け試験、金融取引業規制機構（FINRA）試験、各州での各種規制業界向け免許試験などでの最高峰の試験を提供している。また、シスコシステムズやオラクルといった大手IT企業のベンダー資格試験を独占的に請負いコンピューターでの試験を随時実施する。

## サービス
ピアソンのエデュケーション・アセスメント部門は、3,000億円の売上を誇る世界最大の試験・認定サービスを提供している。
規模も売上も世界市場の過半以上を占有しており、顔写真登録、指紋電子記録認証、署名電子記録といった不正防止のためのテクノロジーを世界で初めて導入する。最近では、日本製の静脈認証システムを世界的に導入することで、替え玉受験、なりすましと言った不正を完全に電子的に管理する唯一のシステムを導入する。また、試験結果の解答データをデジタルフォレンジックをすることで、不正率などを計算するなどデータ分析でも最先端を行くが、それらの技術は一般に公開していない。
日本では、顔写真登録、電子署名登録、生体認証などを電子化したテストセンターを47都道府県をカバーして、最先端のCBTやIBTといったシステムをベースに、日本の主要認定団体へのサービスを行っている。テストセンターでは、高水準なサービスレベルが規定され、本人確認や私物の持ち込みについて厳格に規約を守らされる。2008年現在4,700以上の認可済みセンターが145以上の国で稼働している。

## 歴史
- 1994年 Virtual University EnterprisesとしてE・クラーク・ポーターによって設立
- 2000年 日本法人ナショナル・コンピュータ・システムズ・ジャパン株式会社設立